# Predarlska
Predárlska (nem. Vorarlberg [fórárlberg]), tudi Predarlsko, je ena od avstrijskih zveznih dežel. Čeprav je po površini (in prebivalstvu) druga najmanjša (Dunaj je manjši po površini, Gradiščanska pa po prebivalstvu), ta zvezna dežela poleg Tirolske meji tudi na tri tuje države:
- na Nemčijo (Bavarska in Baden-Württemberg),
- na Švico (Graubünden in St. Gallen), ter
- na Lihtenštajn.

Predarlska je edina dežela v Avstriji, ki nima mest s posebnimi statuti (s statusom okraja), ima pa kar tri večja središča, ki ležijo precej blizu eno drugemu in so obenem tudi sedeži upravnih okrajev: glavno mesto Bregenz (okoli 30.000 prebivalcev) ob Bodenskem jezeru, cerkveno središče Feldkirch, ki je od 1968 sedež rimskokatoliške škofije in drugo največje mesto (34.000 prebivalcev) ter trgovsko središče Dornbirn, ki je s skoraj 50.000 prebivalci največje mesto Predarlske in deseto v Avstriji. V Dornbirnski okraj spada tudi četrto največje mesto te dežele, ki je obenem najzahodnejše avstrijsko naselje, Lustenau. 
Četrti okraj je Bludenz, ki obsega južni, najredkeje poseljen del Predarlske in približno tudi polovico ozemlja te dežele. 
Zaradi teritorialne odmaknjenosti od ostale Avstrije, prebivalci Predarlske govorijo zelo različno narečje nemščine, ki ga ostali Avstrijci le stežka razumejo. Nekoliko je podobno narečjem, ki jih govorijo v Švici, Baden-Württembergu in francoski Alzaciji; vsi ti pripadajo alemanskim narečjem, medtem ko preostanek Avstrije tvori del avstro-bavarske jezikovne skupine.